# Bahía de Vahsel
La bahía de Vahsel (77°49′S 35°07′O / -77.817, -35.117) tiene unos 11 km de ancho y se encuentra en la parte occidental de la costa Confín (o de Luitpold), en la Antártida.
A esta bahía van a parar los glaciares Schweitzer y Lerchenfeld. Fue descubierta por la Expedición Antártica Alemana de 1911-1912 que iba dirigida por Wilhelm Filchner. Tras su descubrimiento, Filchner bautizó esta bahía con el nombre del capitán Richard Vahsel que comandaba el Deutschland, el barco de la expedición y que había muerto durante la travesía. Filchner más tarde cambió el nombre de la bahía, denominándola Herzog Ernst Bucht después de que el desprendimiento de grandes masas de hielo dejasen tras de sí una bahía mucho mayor. Exploradores posteriores, sin embargo, continuaron llamándola bahía de Vahsel.